# パティ (犬種)
パティ（英：Patti）は、インド原産の希少な護畜用犬種である。タミル族によってのみ飼育されている。

## 歴史
生い立ち等については不明であるが、古くからタミル族の羊飼いによって飼育されてきた犬種である。主に羊を野獣から守る護畜犬として働いているが、家の見張りや猟犬としても使われている。使役内容が隣国アフガニスタンのポウインダー・ドッグと同じであるため、この2犬種は何らかの関連がある可能性が高い。
タミル族以外には飼育されておらず、近年交雑化の進行により絶滅の危機に瀕している。保存会はあるが、規模があまり大きくないため、犬種の滅亡が危惧されている。現在はインド国内で自国の犬の良さを見直そうという活動が活発に行われており、パティも他のインド原産犬種と共に注目を集めている。インドでは民族などが多い分 原産犬種も多いが、その多くはパティと同じく絶滅寸前の希少犬種である。これらの保存を積極的に行い、インドからもFCI公認犬種を出すための努力がなされている最中である。

## 特徴
サイトハウンドのような体型をしたパリア犬である。しかし、ややもすると日本で生息している野良犬に見えないこともない。マズル・首・脚・同・尾は長く、マズルの先はややふくらんでいる。頭部は丸みを帯びていて、筋肉質の引き締まった体型をしている。耳は大きな立ち耳で、尾は垂れ尾若しくはサーベル形の垂れ尾。コートはショートコートで、毛色は茶系のものやブラック、ブラック・アンド・タンなど。中型犬サイズで、性格は忠実で勇敢、警戒心が強い。運動量はとても多く、インドの気候に適応していて、熱さにも寒さにも強い（ただし、極端な酷暑や厳寒には耐えられない）。